# Критична швидкість гідросуміші

Крити́чна шви́дкість гідросу́міші (рос. критическая скорость гидросмеси, англ. critical velocity of slurry, нім. kritische Geschwindigkeit f des Pulpenstromes (Trübenstromes)) — середня швидкість потоку гідросумішi, при якій розпочинається випадання частинок транспорованого матеріалу на дно труби (лотка тощо).

## Загальний опис
Визначається експериментально або розраховується за допомогою емпіричних залежностей. При швидкості більшій за критичну весь матеріал транспортується у завислому стані. При швидкості, близькій до критичної більша частина матеріалу зосереджується у нижній частині труби, на дні якої може залягати тонкий шар матеріалу, який періодично розмивається потоком. При подальшому зменшенні швидкості на дні труби утворюється сталий шар замулення і весь матеріал може осісти на дно. Збільшення концентрації гідросумішi призводить до збільшення критичної швидкості. Із збільшенням діаметра гідротранспортного трубопроводу критична швидкість збільшується.
Найкращим способом визначення критичної швидкості є візуальні спостереження. Аналіз експериментальних даних показує, що у загальному випадку величина критичної швидкості збільшується із збільшенням діаметра трубопроводу, концентрації гідросуміші, густини та крупності транспортованого матеріалу. Проте, характер зміни критичної швидкості у залежності від концентрації гідросуміші для вугілля різної крупнисті не є однаковим. При транспортуванні дрібного вугілля крупністю 0 — 3 (6) мм критична швидкість відповідно до збільшення густини спочатку інтенсивно зростає до певної величини, а надалі знижується і залишається сталою (рис.).